# 劉其偉
劉其偉（1912年8月25日—2002年4月13日），出生於福建省福州府。中華民國畫家、工程師、作家、探險家、人類學家。藝術創作以水彩畫和混合媒材為主。以探索非洲、大洋洲和婆羅洲等地之原始藝術著名，有畫壇老頑童之稱，在台灣畫壇常被稱為「劉老」。  著作豐富，包括藝術教育、理論與文化人類學等領域，並致力以藝術推廣其對自然的熱愛和自然生態保育。

## 生平

### 中國時期
1912年出生於福建福州府，原名劉福盛。是家中獨子，7歲時全家遷回廣東，:239歲隨家人移居日本橫濱，10歲時改名為劉其偉。1923年關東大地震後，移居神戶。18歲時，劉其偉畢業自日本神戶英語神學院（Kobe English Mission School）。1932年，劉其偉21歲時，以華僑身分考取庚子賠款公費生資格，赴東京讀日本官立東京鐵道局教習所專門部電器科。:1021935年自日本返回中國進入天津公大紗廠任職。1937年應聘前往廣州中山大學電工系任助教。:291938年與顧慧珍（杭州人）在動亂中結婚，隔年第二次世界大戰正式爆發，舉家移往雲南。 1940年進入軍政部兵工署任技術員，多次進出滇緬，開啟對人類學的興趣。1941年長子劉怡孫出生。 1945年對日抗戰爭勝利後，調任經濟部資源委員會技術員。:102

### 臺灣時期
1945年12月劉其偉因戰後接收及修復工程赴台灣。1946年任台電公司八斗子發電廠工程師，隨後調任台灣金銅礦籌備處機電土木工程課課長，遷居金瓜石。1947年次子劉寧生出生，1948年轉任台灣糖業公司電力組工程師，定居台北市汀州路。1949年至台北中山堂欣賞香洪畫展後，開始自修水彩畫，:29首件作品為「榻榻米上熟睡的小兒子」；同時開始翻譯藝術書籍。
1950年水彩作品「寂殿斜陽」入選台灣第五屆全省美展，:43加強了他創作的信心。1951年4月在台北中山堂舉辦第一次個展。1954年5月出版第一本翻譯作品《水彩畫法》。1957年轉任美國海軍駐台新竹空軍基地，1958年轉職國防部軍事工程局工程師。1959年與畫家好友們籌組了「聯合水彩畫會」（今中國水彩畫會）。
1961年成立「歐亞出版社」，專門出版美術書籍；1962年編譯《現代繪畫基本理論》。1964年受聘為政工幹校（今國防大學政治作戰學院）藝術系教授。1965年7月赴越戰戰區任美軍機場軍事工程設計，:121為The Ralph M. Parsons Company雇員，在中南半島生活兩年，考察了占婆、吳哥窟的文明藝術，完成《中南半島一頁史》。此時劉畫風的興趣轉向原始藝術，建立個人畫風的分水嶺。1967年回台續任國防部軍工局職位，7月於國立歷史博物館展出「越南戰地風物水彩畫」。1968年轉任聯勤工程署設計組工程師。1969年榮獲第四屆中山文藝獎創作類。
1971年正式離開公職，邁入職業畫家生涯。 成立「中國藝術學苑」，以翻譯出版藝術理論書籍為副業，並開始受邀到國外展出。1972年赴菲律賓考察當地藝術教育、古代繪畫遺跡以及當地土著文化田野調查，:1717月在馬尼拉希爾頓酒店個展；隔年出版《菲島原始文化與藝術》，獲得菲律賓國家藝術文化委員會頒發「東南亞藝術文化著作」榮譽獎；並受聘為香港東南亞文化研究所榮譽研究員。1974年至中原理工學院建築系任教；1975年擔任淡江文理學院（即現今淡江大學）建築系兼任教授；1976年參加韓國漢城首屆亞洲藝術家會議，順便考察朝鮮半島古藝術與建築；1977年考察屏東縣的排灣族文化及板岩屋的考察與測量；:241978年遠赴中南美洲探訪馬雅、印加古文明等印地安文明遺跡。1979年在新加坡UIC大廳舉辦的水彩個展，赴花蓮探訪泰雅族部落，隔年訪查蘭嶼。1980年受聘為俄亥俄州立大學藝術系訪問教授。
1981年，獲得馬來西亞國際時報和台灣手工業中心等贊助，前往婆羅洲砂拉越蒐集原始藝術資料，範圍包括拉讓江流域的雨林，以及拉可(Rako)野生動物保護區。:33-381984年前往南非，1985年前往沙巴採訪隆古和姆祿族部落。在探險之外，劉其偉幾乎每年都有一次以上的繪畫個展。1984年即舉辦5次個展。1993年，以81歲高齡組探險隊前往大洋洲巴布亞新幾內亞，進行石器文物的藝術研究。此為他最後一次前往蠻荒的地區長期探險。:123 2000年6月出版《老頑童歷險記─劉其偉影像回憶錄》。2002年因心臟主動脈剝離離世，享年90歲。

## 著作
劉其偉著作譯作豐富，類別多元，包含工程、藝術、理論、文化人類學、遊記等，出版為書籍者超過40本。

## 外部連結
- 劉其偉網路美術館 （页面存档备份，存于）
- 台灣創價學會  TaiwanSokaAssociation  走在藝術探險路上 劉其偉創作 （页面存档备份，存于）
- 國立自然科學博物館－「海角印象－劉其偉父子的新幾內亞行」特展

## 延伸閱讀
- 《探險天地間 : 劉其偉傳奇》楊孟瑜，天下文化出版社，1996/04/30。 ISBN 9576213134
- 《劉其偉的繪畫》 	黃美賢，雄獅美術出版社，1997/03/15。 ISBN 9578980205
- 《劉其偉繪畫創作文件》鄭惠美，薛平海合編，藝術家出版社，1998/05/15。 ISBN 9577453279
- 《百變劉其偉》楊孟瑜，天下文化出版社，2001/10/30。 ISBN 9576219299
- 《探險．巫師．劉其偉》鄭惠美，雄獅美術出版社，2001/11/02。 ISBN 9574740269
- 《劉其偉－壞人中的好人》鄭惠美，雄獅美術，2006年9月。 ISBN 957474101X